# Mausoleo di Menenio Agrippa
Il mausoleo di Menenio Agrippa è sito a Roma in via Nomentana nei pressi del Ponte Nomentano, della città giardino e della collina di Montesacro.

## Descrizione
Il mausoleo è a pianta circolare, posto su un basamento a forma di parallelepipedo, è in opus cementicium (è in malta e blocchi di tufo giallo).
La camera funeraria è coperta da una volta realizzata con dei frammenti di anfore, consta di 4 nicchie, sopra queste nicchie si trovano delle finestre, due delle quali ancora visibili.

## Storia
Il mausoleo risale al I-II secolo d.C., l'edificio è stato attribuito a Menenio Agrippa vista la sua vicinanza con la collina di Montesacro, tuttavia Menenio Agrippa è vissuto 6 secoli prima.
In alcune raffigurazioni del XVI-XVII secolo il mausoleo viene raffigurato con una torre medievale, di cui in epoca moderna non c'è più traccia.

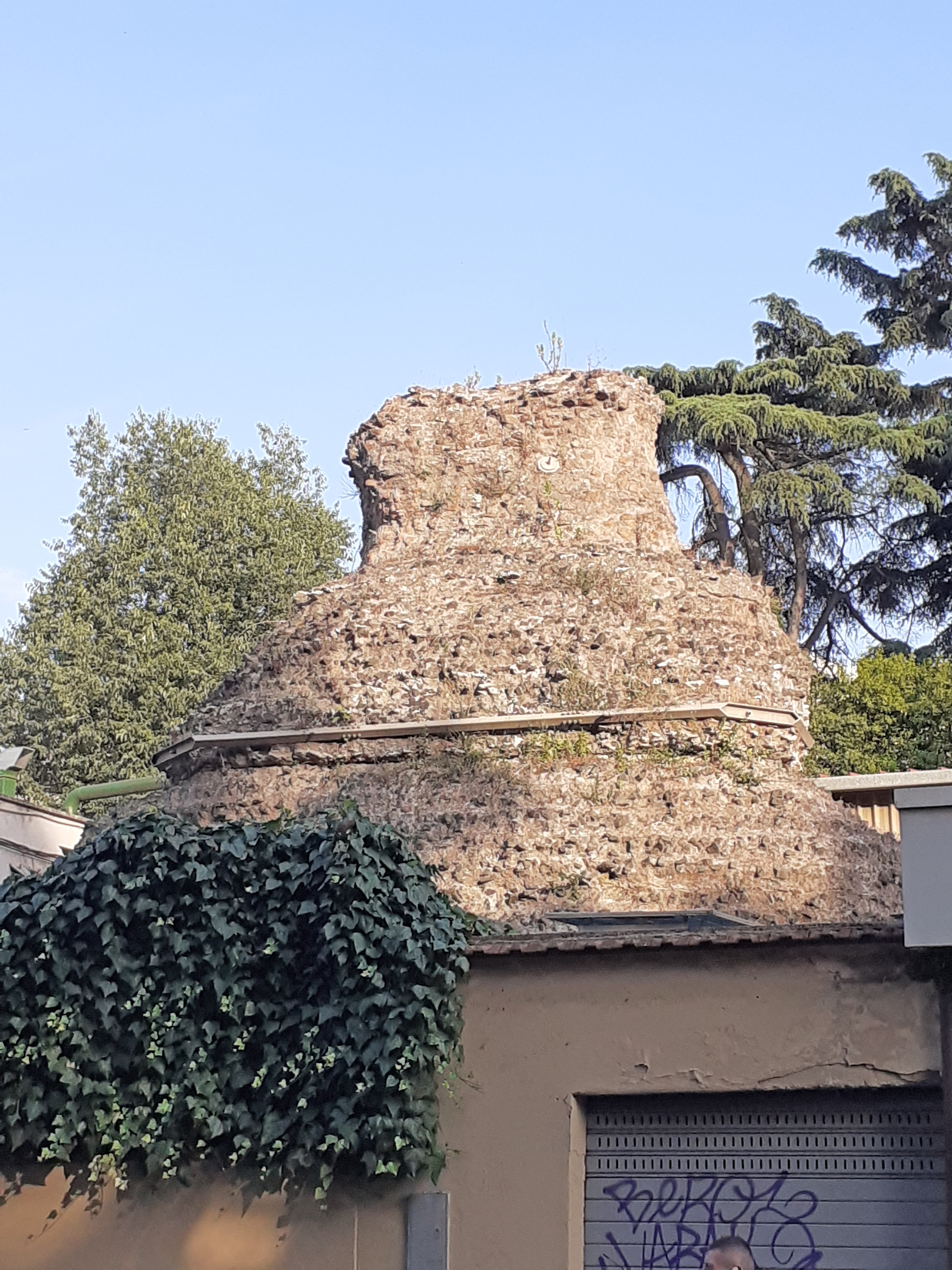
Probabile muro posto sulla Nomentana di fronte al mausoleo

Una piccola porzione del muro è stata collocata sulla parte opposta della strada. L'accesso è stato tamponato in seguito all'abbandono del mausoleo per ricavarne un ambiente, in seguito questo accesso è stato chiuso.
In epoca non ben precisata sono stati inseriti dei pilastri di rinforzo della struttura sul lato di Via Nomentana.

## Collegamenti esterni

Pianta dell'edificio
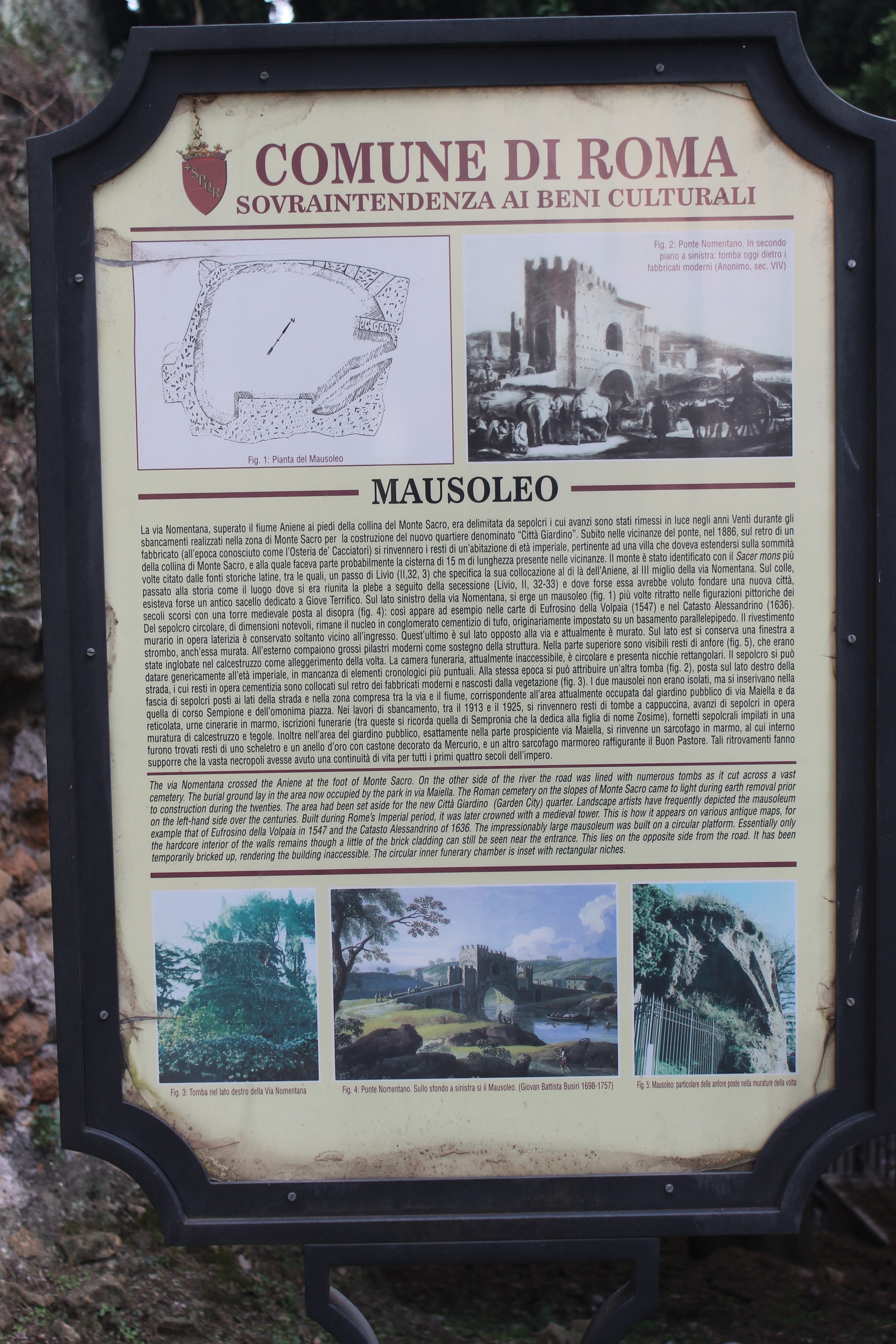
Pannello informativo
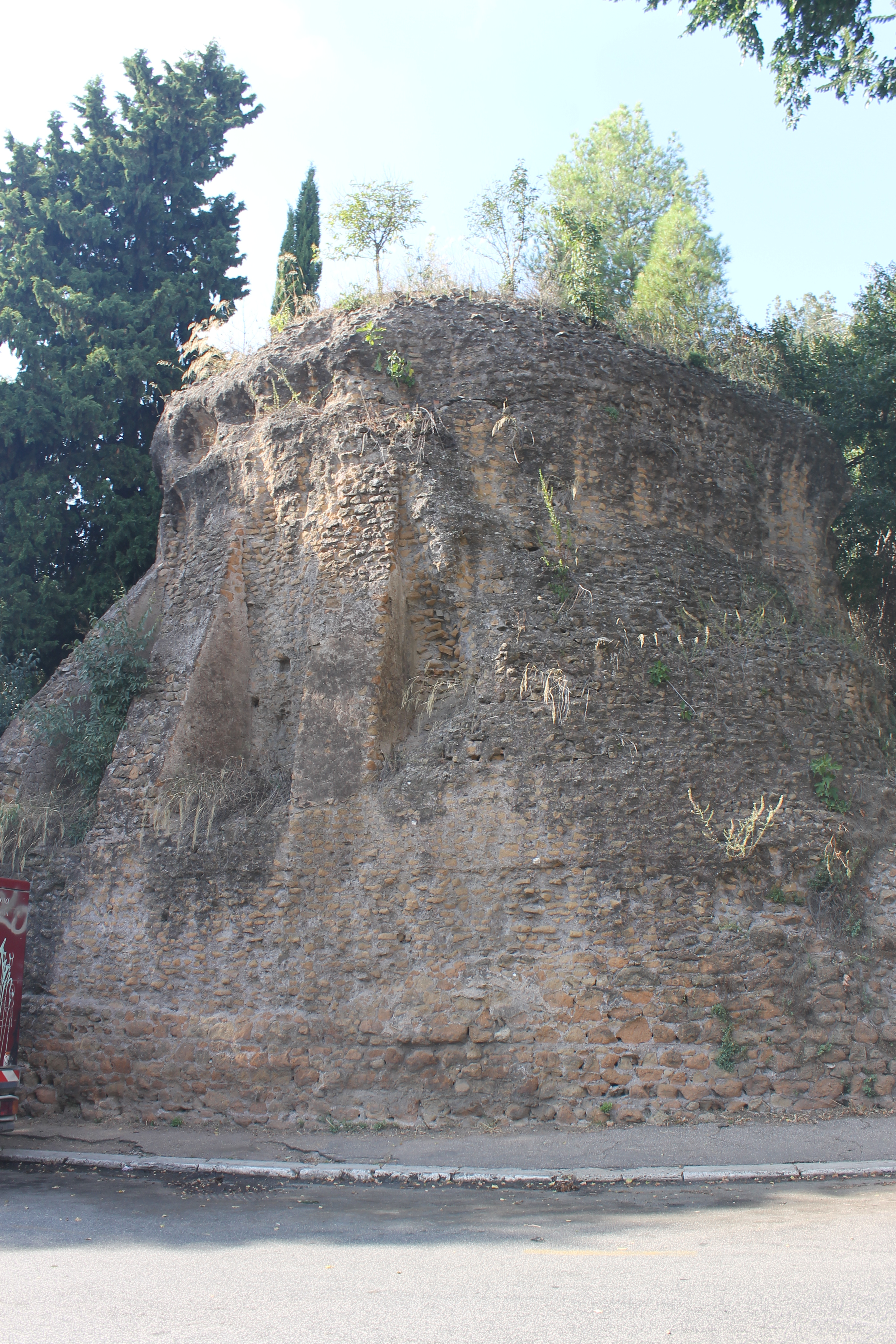
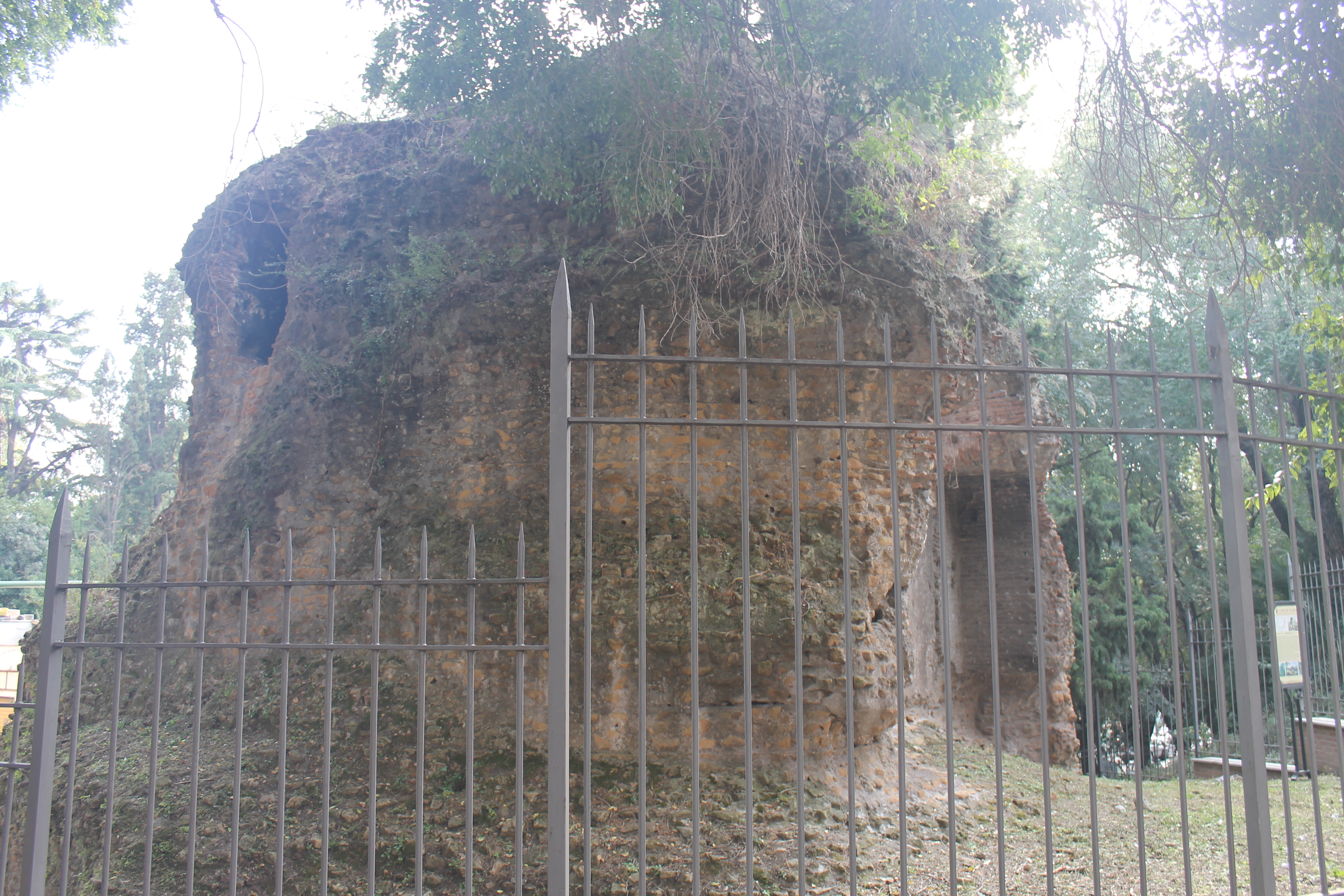
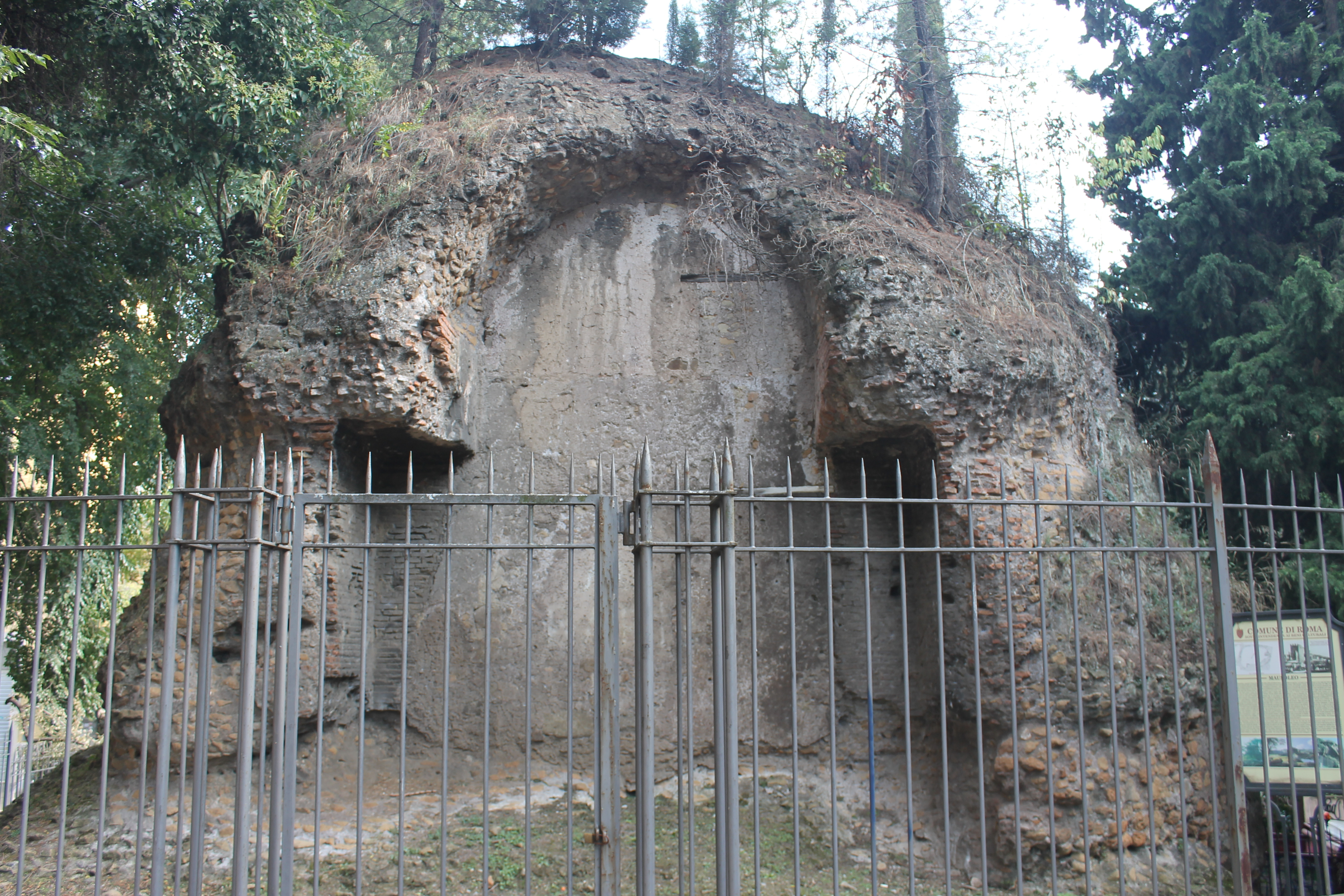
Entrata

## Collegamenti
|  | È raggiungibile dalle stazioni di Roma Nomentana e Val D'Ala. |